# Autoroute A75 (France)
Pour les articles homonymes, voir A75 et La Méridienne.
L'autoroute A75, dite La Méridienne, est une autoroute à 2 × 2 voies reliant Clermont-Ferrand à Béziers, dans le prolongement de l'A71. L'A75, non concédée (hormis sur le tronçon du Viaduc de Millau), est gratuite. 
Avec un point culminant à 1 121 mètres NGF au col des Issartets, l'A75 est le plus haut passage autoroutier français.

## Description
L'autoroute A75, longue de 335 km, traverse 6 départements : le Puy-de-Dôme, la Haute-Loire, le Cantal, la Lozère, l'Aveyron et l'Hérault. Au-delà de son rôle majeur d'aménagement du territoire, c'est un chaînon important du réseau routier national.
C'est, d'une part, un nouvel axe de transit nord-sud facilitant les trajets de l'Europe du Nord et la région parisienne vers l'Espagne et l'ouest de la façade méditerranéenne, tout en contribuant au désenclavement du Massif central et en améliorant la desserte locale.
Il s'agit donc d'une alternative aux autoroutes de la vallée du Rhône et de l'arc languedocien :
- Paris – Béziers (par A10, A71 Clermont-Ferrand et l'A75) : 721 km ;
- Paris – Béziers (par A6, Lyon, l'A7 et l'A9) : 778 km.

Elle complète d'autre part le maillage autoroutier en s'intégrant au réseau constitué par l'A71 (Orléans – Clermont-Ferrand), l'A89 (Bordeaux – Clermont-Ferrand – Lyon) et la RN 88 (Lyon – Toulouse).
En mars 1987, à l'occasion d'un CIAT, il a été décidé que l'axe A75 devait être réalisée aux normes autoroutières et sans péage pour « favoriser le développement économique et touristique du Massif central ».
Par ailleurs, l'autoroute A75, dont le coût s'élève à 2,2 milliards d'euros environ (soit 6,5 millions d'euros par kilomètre), est intégralement gérée par la DIR Massif central, donc sans péage (hormis le viaduc de Millau, concédé à Eiffage, le raccordement à l'A9, concédé aux Autoroutes du Sud de la France (ASF), et la section nord de l'autoroute, concédée en 2016 à APRR depuis dans le cadre de son élargissement).

## Historique

### Projet
Dans les années 1970, il fut proposé plusieurs projets pour la réalisation de l'autoroute A75 entre le sud de Clermont-Ferrand et Lempdes-sur-Allagnon, au débouché de la route nationale 102. Un projet de 1974 prévoyait un passage à l'ouest d'Issoire et une barrière de péage à Authezat.

#### Premiers aménagements
Les premiers aménagements sur la route nationale 9 commencent dans les années 1960, à commencer en 1969 entre les actuels échangeurs 51 et 52 de Poujols à Pégairolles-de-l'Escalette sur 4,5 km en réutilisant la D 149, puis la déviation de Clermont-l'Hérault et la création de la section comprise entre l'échangeur 55 et le raccordement avec l'actuelle A750 à la suite de la création du lac du Salagou coupant la RN 9 originelle.
La première déviation de Clermont-Ferrand, par l'aménagement de la RD 21, s'achève en 1973.
Au nord de Saint-Flour, le col de la Fageole est dévié sur un kilomètre en 1976 et la même année, une section de dix kilomètres est aménagée entre les échangeurs 40 et 41 en réutilisant la D 67 après La Canourgue jusqu'à la limite des départements de l'Aveyron et de la Lozère.
En 1977 sont mises en service les déviations de Pérignat-lès-Sarliève entre les échangeurs 2 (échangeur de Pérignat-lès-Sarliève) et 4 sur une longueur de quatre kilomètres au départ d'Aubière à la fin de la première déviation de Clermont-Ferrand (actuelle RD 2009), de Coudes sur une longueur de deux kilomètres entre les actuels échangeurs 7 et 8 ainsi que d'un barreau de trois kilomètres à la sortie d'Issoire entre les actuels échangeurs 14 et 15.
Durant l'été 1978, la RN 9 commence à être aménagée à deux fois deux voies entre Clermont-Ferrand et Issoire. L'ancienne RN 9 est déclassée. La section entre Pérignat-lès-Sarliève et Authezat, entre les échangeurs 4 et 7 sur une longueur de 13 km, est mise en service, assurant ainsi une continuité presque totale entre Clermont-Ferrand et Issoire, la section entre les échangeurs 8 et 11 n'étant pas encore aux normes autoroutières.
Une petite section de deux kilomètres à la sortie du Pas de l'Escalette est mise à 2 × 2 voies en 1979.
Plus au nord, à la sortie de Millau, un petit secteur à 2 × 2 voies de 3 km de long est créé fin 1980, dans le cadre du doublement de la RN 9 ; à la sortie d'Aguessac, des travaux ont commencé sans jamais être achevés.
En novembre 1981, la déviation d'Issoire entre les actuels échangeurs 11 et 14 d'une longueur de 7 km est mise en service, de même qu'un tronçon à 2 × 2 voies entre les actuels échangeurs 29 et 30 sur 4 km à la sortie Sud de Saint-Flour.
En 1982, sont mises en service la déviation de Lodève sur 4 km et d'une section de 11 km entre les échangeurs 52 et 55 et la section entre Le Broc (éch. 15) et Lempdes-sur-Allagnon (éch. 19) sur une longueur de 13 km. Cette dernière section est prolongée jusqu'à la route nationale 102 (2 km) en 1984.
Dans le Cantal, une section de 7 km entre les échangeurs 26 et 27 de Vieillespesse au col de la Fageole est ouverte en 1986.
La déviation de Pézenas est mise en service sur 5 km entre les échangeurs 59 et 61 en 1988. C'est la dernière section sous contrat de plan de l'État.

#### Premiers classements autoroutiers
Fin 1988, la section entre Clermont-Ferrand (dans la continuité de l'autoroute A71) et l'échangeur 2 est directement ouverte comme autoroute. Celle-ci est prolongée par classement de la RN 9 dans la voirie autoroutière jusqu'à Lempdes-sur-Allagnon, Massiac et Saint-Flour par un décret du 4 mars 1991.
En juin 1991, sont mises en service les déviations du Caylar, entre les échangeurs 49 et 50 d'une longueur de 3 km, et de Pézenas sur 5 km entre les échangeurs 59 et 61.
En octobre 1991, la section Massiac - Col de la Fageole – Vieillespesse, entre les échangeurs 23 et 26, d'une longueur de 18 km, et de la section entre le col de la Fageole et Saint-Flour, entre les échangeurs 27 et 29, d'une longueur de 10 km, sont ouvertes.
Le tronçon entre les échangeurs 30 et 31 (déviation de Garabit) ouvre fin 1992.
La déviation de La Canourgue, entre les échangeurs 39 et 40, sur 3 km, et un barreau de 4 km après l'échangeur 41 (Campagnac), sont ouverts fin 1993.
En 1994, la section entre Loubaresse et Aumont-Aubrac, entre les échangeurs 31 et 36, sur une longueur de 32 km, est ouverte. Celle située entre les échangeurs 37 et 39 (Le Buisson – Le Monastier-Pin-Moriès), longue de 16 km, ouvre à la fin de la même année, tout comme la déviation de L'Hospitalet-du-Larzac sur 8 km de part et d'autre de l'échangeur 48 jusqu'à l'aérodrome de Millau.
En juin 1996, la section Aumont-Aubrac – Le Buisson, entre les échangeurs 36 et 37, d'une longueur de 9 km, est ouverte.
La déviation de Sévérac-le-Château, entre les échangeurs 41 et 44 (au droit du col d'Engayresque), longue de 24 km, est achevée en juillet 1997 ; celle-ci ayant été déclarée d'utilité publique le 24 mars 1992.
La section comprise entre l'échangeur 40 et 41, créée en 1977, est mise en conformité fin 1997 par la réutilisation de la route départementale 67 après La Canourgue, malgré de nombreux problèmes liés au relief local en bordure du causse de Sauveterre.
En 1998 :
- la liaison A89-A71-A75 est livrée. Cette dernière était déjà prévue lors de la création du premier tronçon de la B71 fin 1978 (devenu A72 puis A89 entre Thiers et Lempdes) ;
- le tronçon du Caylar, échangeur 50, à Pégairolles-de-l'Escalette (département de l'Hérault), échangeur 52, avec le tunnel à double-tube du Pas de l'Escalette, limité à 50 km/h par le fort degré de la pente due au relief accidenté marquant la fin du Massif central et la descente vers la Méditerranée, est mis en service.

#### Années 2000 et 2010: finalisation
La section de Clermont-l'Hérault à Pézenas-nord, entre les échangeurs 57 et 59, est réaménagée en juillet 2002.
Le 14 décembre 2004, le viaduc de Millau est inauguré par le Président de la République Jacques Chirac et par delà la section comprise entre l'échangeur 44 du col d'Engayresque et l'échangeur 47 à La Cavalerie.
Le contournement de Lodève, réaménagé par le Ministre des Transports Gilles de Robien, entre les échangeurs 52 et 54, est inauguré le 15 mars 2005 (mise en service le 25 mars, coût 160 millions d'euros pour 12 km avec le doublement du tunnel de la Vierge (longueur : 440 m), le viaduc de Fozières (longueur : 100 m, hauteur : 20 m) et le mur de Soumont en terre armée (longueur : 300 m, hauteur : 30 m)). Cette mise en service permet une liaison autoroutière continue de Clermont-Ferrand à Pézenas.
La transformation en 2 × 2 voies de la liaison entre Clermont-l'Hérault et Montpellier (A750) s'est achevée le 26 juillet 2010 (inauguration), et a été entièrement ouverte à la circulation le 27 juillet 2010.

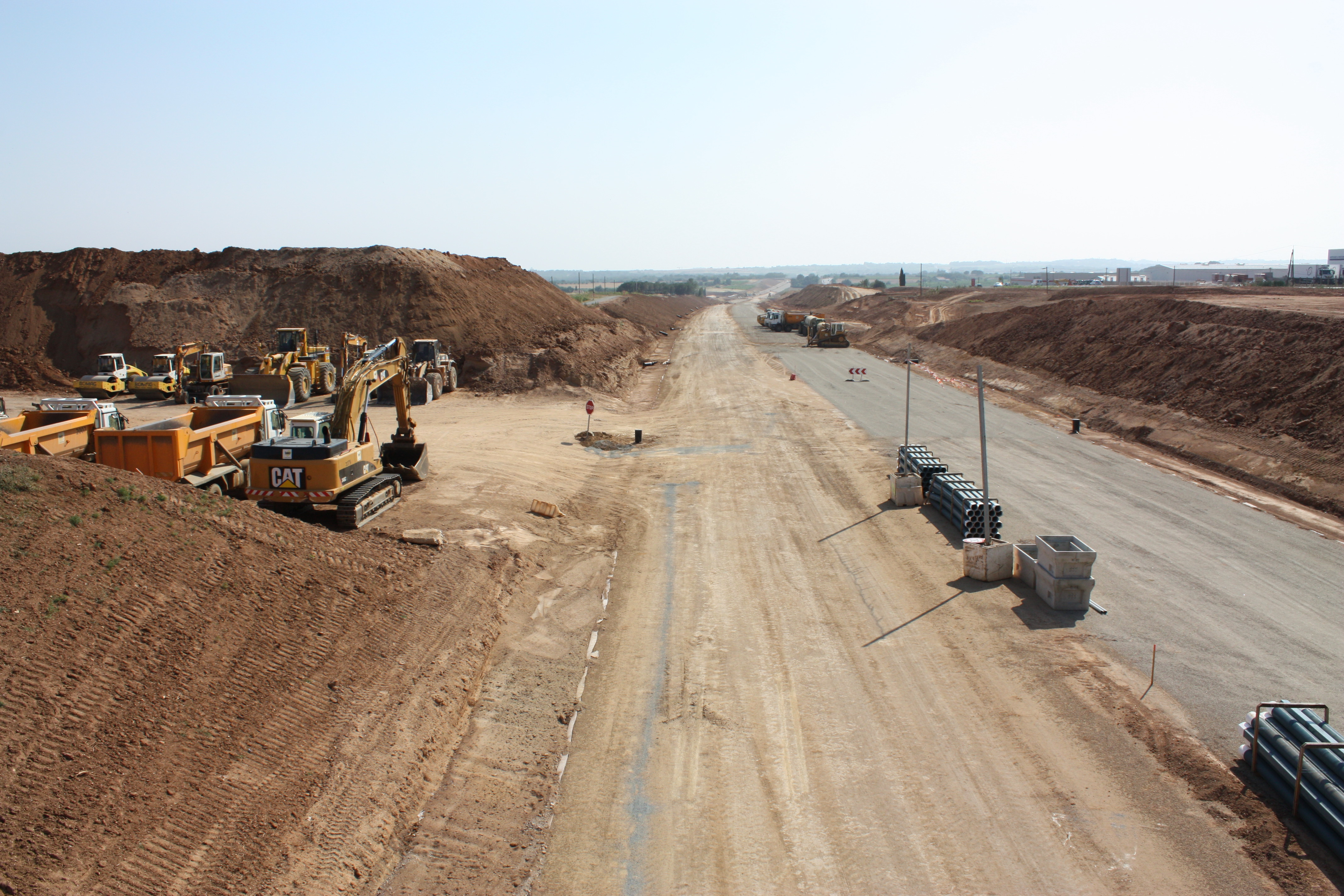
Travaux de création de l'A75 au niveau de Servian (tronçon Pézenas-Béziers) en 2009.

Les travaux de mise aux normes de l'A75 entre Pézenas et Béziers ont eu lieu dès 2009, avec :
- en 2009, la déviation de Valros, avec un raccordement provisoire sur la RN 9 ;
- le 23 juin 2010, l'ouverture de la section entre l'échangeur de Servian et l'A9 à Béziers (18 km, coût 200 millions d'euros financé par l'État[1]) ;
- le 3 décembre 2010, l'achèvement de l'A75 entre l'échangeur de Servian et la déviation de Valros ;
- fin 2010, la réalisation de la voie d'accès du diffuseur de Béziers Nord-Est et la RN 9 ;
- la déviation de Pézenas, intégrée le 1er juillet 2014.

Le 12 septembre 2015, à hauteur du village du Bosc, une portion de l'A75 s'effondre, à la suite de fortes pluies et de chutes de rochers. En conséquence, l'autoroute est fermée à la circulation dans les deux sens entre la sortie 52 et la sortie 54. Les travaux de réfection ont duré plusieurs semaines,.

### Élargissement au sud de Clermont-Ferrand
La communauté de communes Gergovie Val d'Allier Communauté, ancienne intercommunalité située au sud de Clermont-Ferrand, invoquait fin 2012 « la saturation du trafic à l'horizon 2020 estimé à 110 000 véhicules [par jour] entre la Pardieu et la Grande Halle d'Auvergne ». Un élargissement est proposé afin « d'atténuer les risques de saturation du réseau autoroutier en entrée sud de l'agglomération clermontoise » ; l'élargir jusqu'à la sortie 6 « permettra de développer les capacités de stockage des véhicules en provenance du sud de l'agglomération et de fluidifier les flux de transit ainsi que les flux pendulaires ».
Par délibération du conseil métropolitain de Clermont Auvergne Métropole du 16 novembre 2018, certaines portions de routes croisant l'A75 et gérées alors par le département du Puy-de-Dôme, et situées sur le territoire de l'intercommunalité, ont été transférées à la métropole et sont devenues des routes métropolitaines.
Dans le cadre du plan de relance autoroutier, l'A75 sera élargie à 2 × 3 voies entre l'échangeur 16 de l'A71 et le kilomètre 11 situé au niveau de l'échangeur 5. La société des Autoroutes Paris-Rhin-Rhône (APRR) réalise les travaux de cette section 10,5 km qui a été concédée (transfert du réseau de l'État à APRR en mai 2016). Les travaux ont démarré fin 2018, pour un montant de 170 millions d'euros. En service depuis le 13 juillet 2021, la limitation de vitesse est fixée à 110 km/h depuis le 11 octobre 2021,.

## Circulation

### Tracé

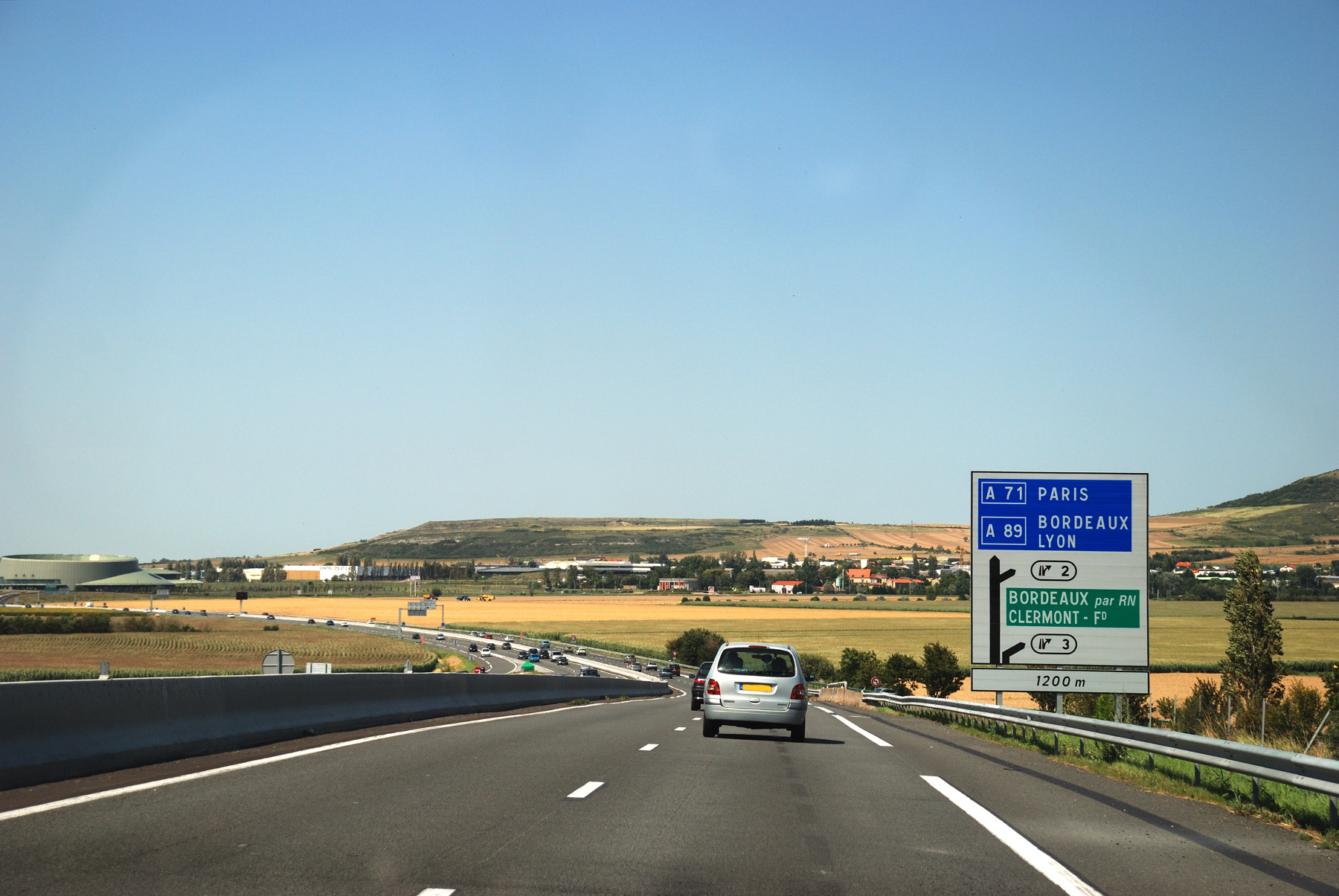
L'autoroute A75 au niveau de l'échangeur de Pérignat-lès-Sarliève à proximité de Clermont-Ferrand.

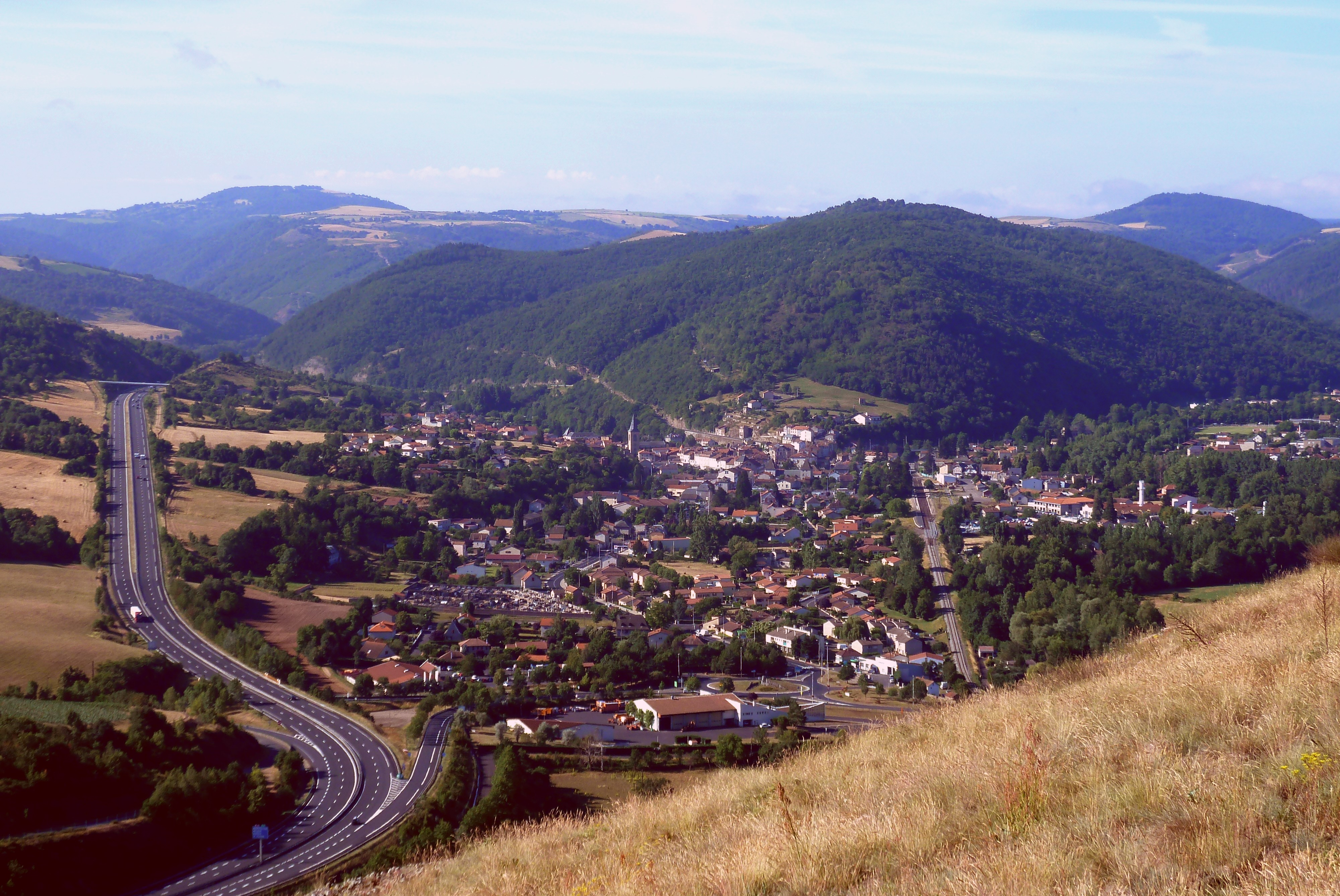
L'autoroute A75 à Massiac.

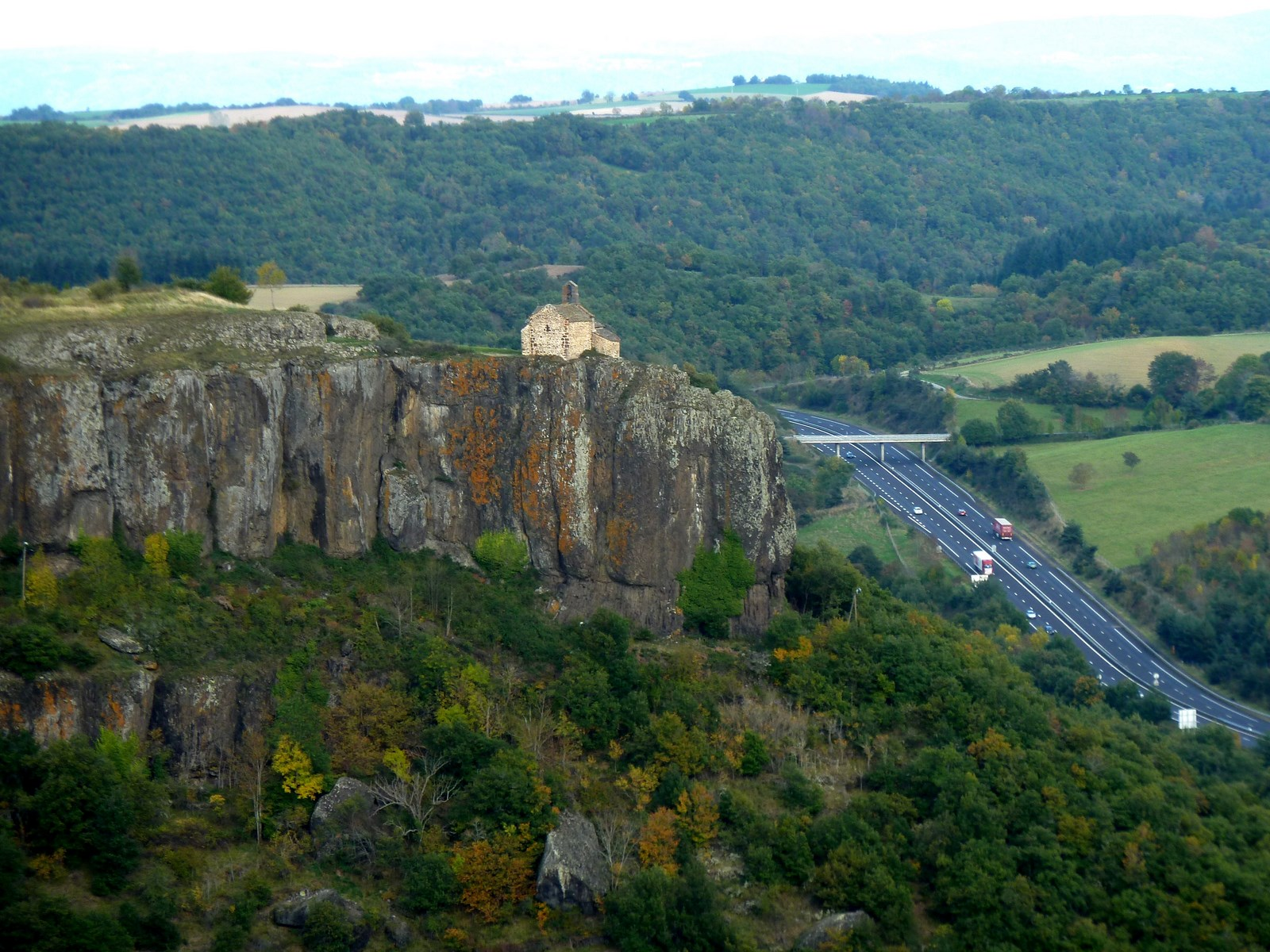
Chapelle Sainte-Madeleine à Massiac.

Prolongement de l’A71 et de la partie Est de la rocade de Clermont-Ferrand.

Section concédée à APRR depuis 2016 et gratuite.
- Échangeur entre A75, A71 et A711 à 0 km : 
  - A71 : Clermont-Ferrand - nord, Riom, Paris, Orléans, Bourges, Bordeaux (A89), Vichy (A719)
  - A711 : Thiers (A89), Lyon, Saint-Étienne
- 2 × 3 voies et limitation à 110 km/h
- 1 Clermont-Ferrand - La Pardieu (RM 765) à 1,5 km : Billom, Cournon-d'Auvergne
- 2 Pérignat (RM 2009 / RD 2089) à 4 km : Bordeaux par RD, Clermont-Ferrand, La Bourboule et Mont-Dore, Aubière

Fin de la partie Est de la rocade
- 3 Cournon à 5 km : Cournon-d'Auvergne, Pérignat-lès-Sarliève, Z. I. Cournon, Grande Halle, Zénith
- 4 La Noviale-Gergovie à 6 km : Vic-le-Comte, Le Cendre, Gergovie, Pérignat-lès-Sarliève, La Roche-Blanche
- 5 Le Crest à 10 km : Aydat, Saint-Amant-Tallende, Veyre-Monton, Orcet

Section non-concédée gérée par la DIR Massif-Central et gratuite.
- réduction à 2 × 2 voies.
  -  Fin de 2 × 3 voies, début de 2 × 2 voies.
  -  Limitation à 130 km/h
  -  Aire de service de Veyre (sens Clermont-Béziers)
- 6 La Sauvetat à 15 km : Besse, Saint-Nectaire, Champeix, Veyre-Monton
  -  Aire de service d’Authezat (sens Béziers-Clermont)
- 7 Montpeyroux à 19 km : Coudes, Montpeyroux
  -  Limitation à 110 km/h
  -   Succession de virages sur 11 km et limitation à 90 km/h
- 8 Coudes à 21 km : Coudes, Vic-le-Comte (trois-quarts échangeur)
- 9 Veneix à 23 km : Sauvagnat-Sainte-Marthe, Saint-Yvoine
  -  Aire de repos du Val d'Allier (sens  Clermont-Béziers)
- 10 La Ribeyre à 27 km : La Ribeyre
- 11 Issoire - nord à 30 km : Issoire (demi-échangeur)
  -  Limitation à 110 km/h
- 12 Issoire - Le Grand Mas à 32 km : Orbeil, Issoire-Les Prés
- 13 Issoire - Couze à 33 km : Saint-Germain-l'Herm, Ambert, Sauxillanges, Parentignat, Issoire
- 14 Issoire - Chapeau Rouge à 35 km : Besse, Saint-Nectaire, Champeix, Issoire-Aérodrome
  -  Limitation à 130 km/h
- 15 Le Broc à 37 km : Ardes, Saint-Germain-Lembron, Le Broc, Le Breuil-sur-Couze (demi-échangeur)
- 16 Le Broc à 38 km : Le Broc (trois-quarts échangeur)
  -  Aires de repos du Cézallier (sens  Clermont-Béziers),  du Lembron (sens Béziers-Clermont)
- 17 Les Coustilles à 41 km : Jumeaux, Auzat-la-Combelle, Saint-Germain-Lembron, Le Breuil-sur-Couze
- 18 Charbonnier-les-Mines à 46 km : Brassac-les-Mines, Sainte-Florine, Charbonnier-les-Mines
- 19 Lempdes-sur-Allagnon - nord : Lempdes-sur-Allagnon, Auzon (demi-échangeur)
- 20 Lempdes-sur-Allagnon - sud (RN 102) à 52 km : Le Puy-en-Velay, Brioude, Sainte-Florine, Vergongheon
- 21 La Fayette à 55 km : Ardes, Lorlanges
  -  Aire de service de La Fayette (dans les deux sens) (km 57)
- 22 Espalem à 62 km : Le Puy-en-Velay, Brioude, Blesle, Espalem
  -  Aire de repos Chalet (sens  Clermont-Béziers)
- 23 Massiac - nord (RN 122) à 67 km : Aurillac, Le Lioran, Murat, Massiac (demi-échangeur)
- 24 Massiac - sud à 70 km : Massiac, Pont de l'Alagnonnette, Viaduc de la Violette (demi-échangeur)
- 25 Espezolles à 82 km : Saint-Poncy 
  -  Limitation à 110 km/h
- 26 La Fageolle à 86 km : Vieillespesse
- 27 Salcrus à 88 km : Coren, Montchamp
  -  Aire de repos Montchauvet (sens  Béziers-Clermont)
  -  Limitation à 130 km/h
- 28 Saint-Flour - nord à 94 km : Espalion, Chaudes-Aigues, Coren, Saint-Flour
- 29 Saint-Flour - est à 98 km : Aurillac, Saint-Flour
- 30 La Gazelle à 103 km : Ruynes-en-Margeride, Viaduc de Garabit
  -  Aire de repos de Garabit viaduc Eiffel (dans les deux sens)
  - Viaduc de Garabit
- 31 Loubaresse à 112 km : Loubaresse, Viaduc de Garabit
- 32 Combe-Jouve à 118 km : Albaret-Sainte-Marie - La Garde, Les Monts-Verts - Le Bacon, 
  -  Aire de service de la Lozère (dans les deux sens) (km 118)
- 33 Saint-Chély-d'Apcher - nord à 123 km : Fournels, Le Malzieu-Ville, Saint-Chély-d'Apcher
- 34 Saint-Chély-d'Apcher - sud à 127 & 129 km : Le Malzieu-Ville, Saint-Alban-sur-Limagnole, Saint-Chély-d'Apcher, Rimeize, Chaudes-Aigues, Fournels (deux demi-échangeurs)
  -  Aire de repos de l’Aubrac (dans les deux sens)
- 35 Aumont-Aubrac - nord à 133 km : Aumont-Aubrac, Nasbinals (demi-échangeur)
- 36 Aumont-Aubrac - sud à 138 km : Aumont-Aubrac (demi-échangeur)
- 37 Le Buisson à 146 km : Le Buisson
- 38 La Bastide à 152 km : Antrenas, Marvejols, Nasbinals
  -  Aires de repos de la Bête du Gévaudan (sens  Clermont-Béziers),  de Marvejols (sens Béziers-Clermont)
- 39 Le Monastier à 155 km : Le Monastier-Pin-Moriès, Chirac, Pont du Truc de la Fare
- 39.1 Moriès  Échangeur entre A75 et RN 88 à 160 km : Nîmes, Mende, Florac, Chanac, Gorges du Tarn
  -  Tunnel de Montjézieu (614 m)
- 39.2 Saint-Germain-du-Teil à 162 km : Saint-Germain-du-Teil (depuis Clermont-Ferrand)
  -  Limitation à 110 km/h
- 40 Banassac à 165 km : Banassac, La Canourgue, Gorges du Tarn, Saint-Germain-du-Teil, Saint-Laurent-d'Olt
  -  2 × 3 voies (voie de droite pour véhicules lents sur 8 km)
  -  réduction à 2 × 2 voies.
  -  Fin de 2 × 3 voies, début de 2 × 2 voies.
  -  Limitation à 130 km/h
- 41 Farnajous à 175 km : Saint-Geniez-d'Olt, Campagnac
- 42 Séverac-le-Château (RN 88) à 183 km : Toulouse, Albi, Rodez, Laissac, Le Massegros, Sévérac-le-Château +  Aire de service de l’Aveyron (dans les deux sens)
- 43 Sermeillets à 186 km : Le Massegros, Gorges du Tarn (de et vers Béziers)
- 44 Engayresque à 199 km : Engayresque, Verrières
- 44.1 Aguessac - Gorges du Tarn à 209 km : Cahors, Meyrueis, Pont-de-Salars, Vézins-de-Lévézou, Aguessac, Gorges du Tarn, Micropolis, la cité des insectes
  -  Aire de repos de la Garrigue (dans les deux sens)
  -  Limitation à 110 km/h

Traversée du Viaduc de Millau

Section concédée à Compagnie Eiffage du viaduc de Millau (CEVM) et payante (sauf les sorties 45 et 46.)
- 45 Saint-Germain à 214 km : Millau, Saint-Beauzély, Castelnau-Pégayrols 
  -  Limitation à 90 km/h
- Péage de Saint-Germain (du Viaduc de Millau) (km 215)
  -  Limitation à 130 km/h
  -  Limitation à 110 km/h
  -  Aire de repos du Viaduc de Millau (dans les deux sens) (km 219)
- Viaduc de Millau (km 220 à 222,5)
  -  Limitation à 130 km/h
- 46 Saint-Rome-de-Cernon à 228 km : Albi, Saint-Affrique, Roquefort, Saint-Rome-de-Cernon

Section non-concédée gérée par la DIR Massif-Central et gratuite.

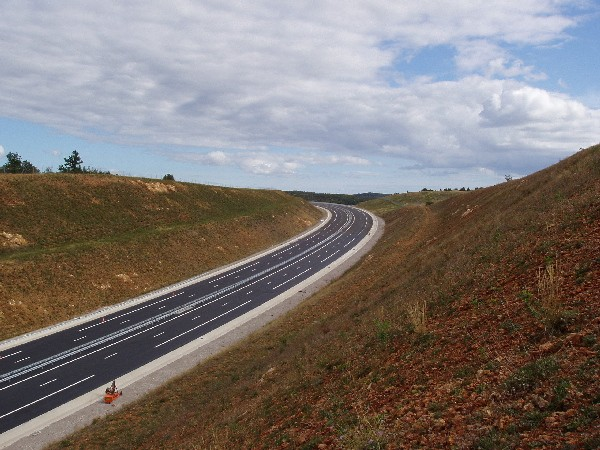
Traversée du Larzac.

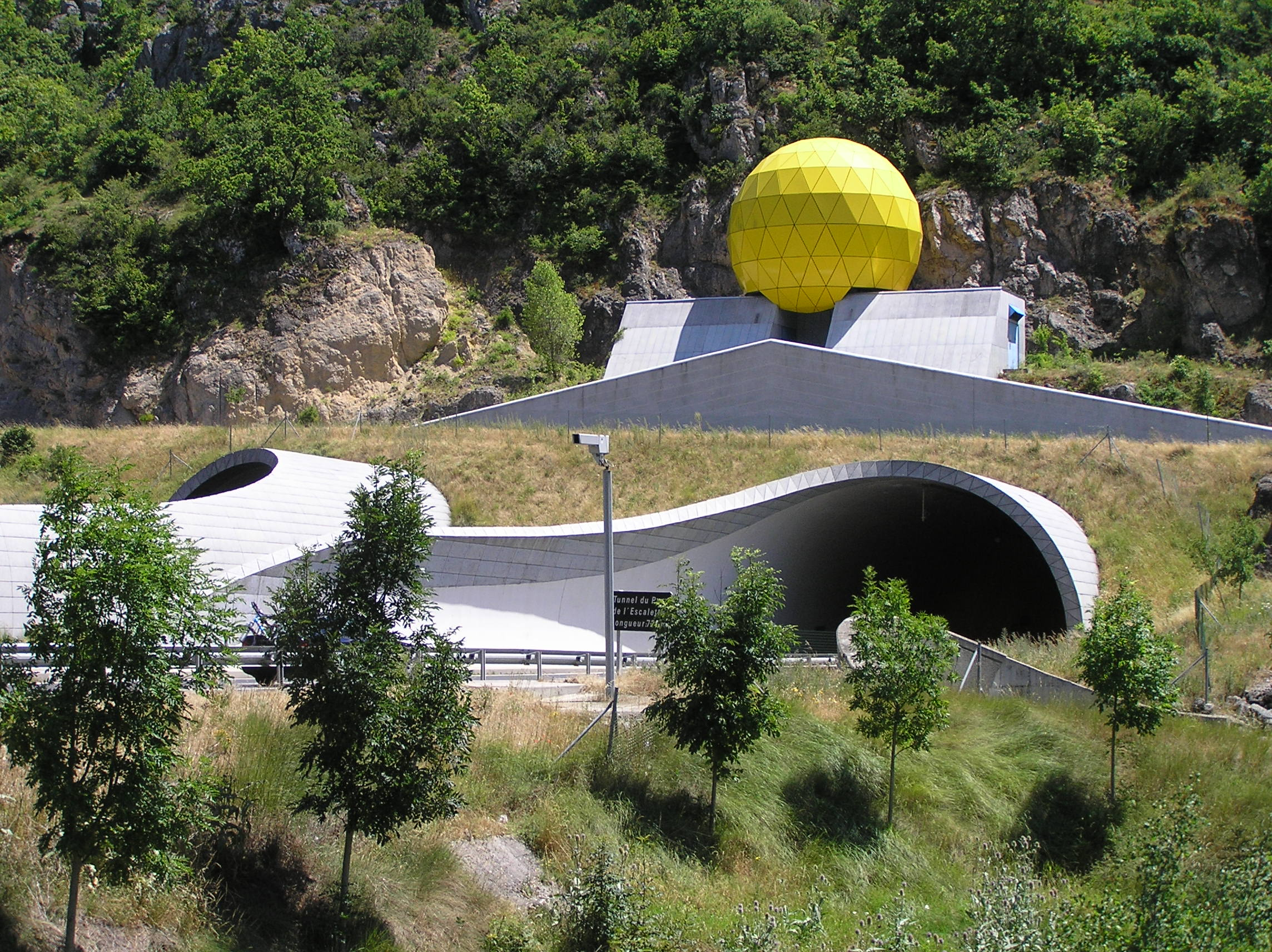
Tunnel du Pas de l'Escalette.

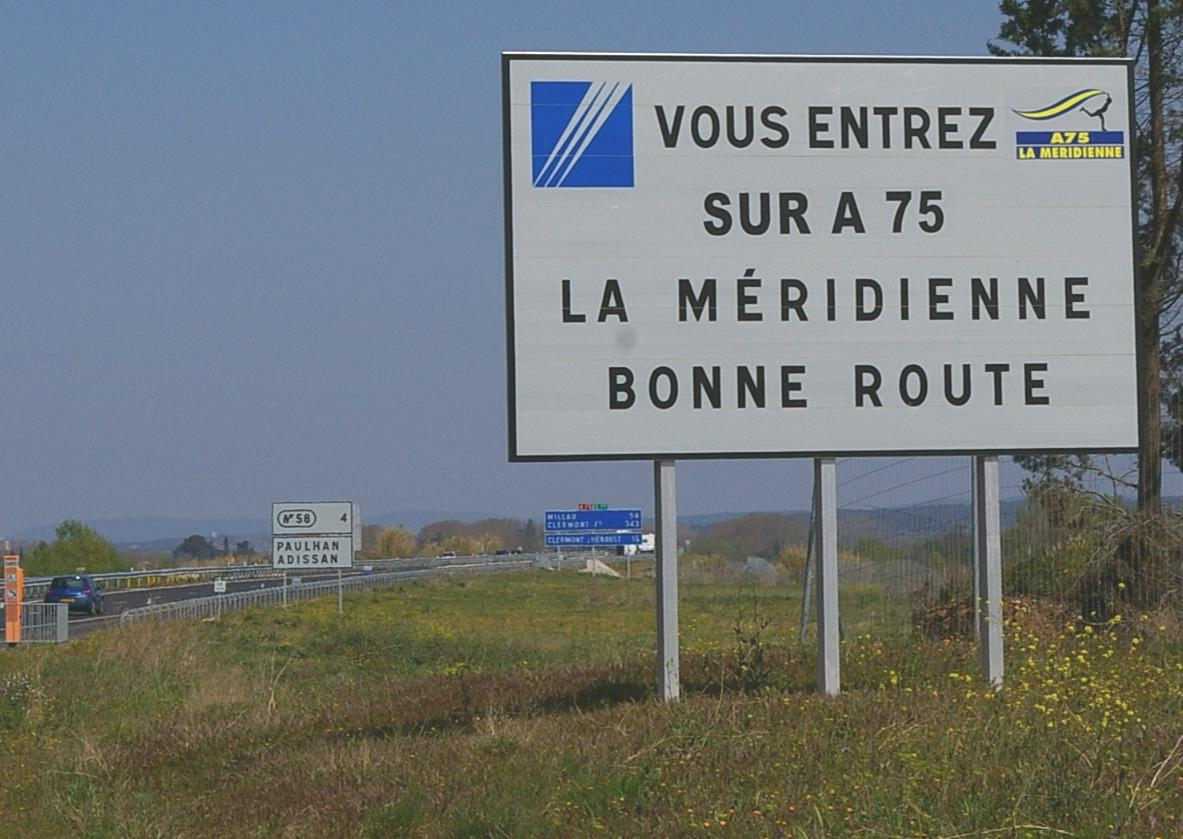
L'autoroute A75 à proximité de la sortie 58.

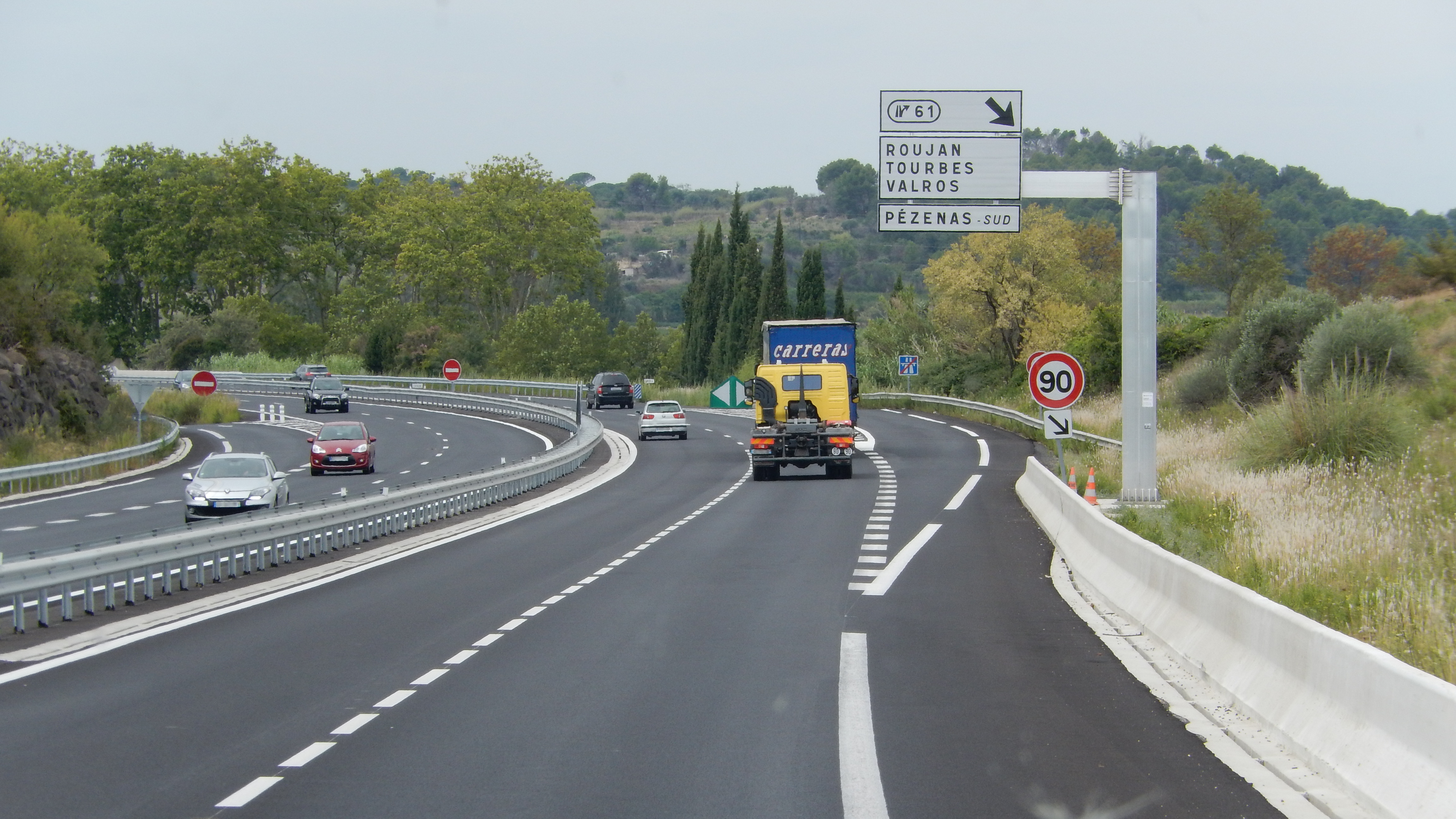
La sortie 61 près de Pézenas.

- 47 La Cavalerie à 235 km : Millau, Nant, La Cavalerie, Saint-Affrique, Roquefort, Sainte-Eulalie-de-Cernon, Gorges du Tarn
  -  Aire de service du Larzac (dans les deux sens)
- 48 Larzac à 242 km : Alzon, Cornus, La Couvertoirade, L'Hospitalet-du-Larzac, Le Vigan
  -  Limitation à 110 km/h
- 49 Le Caylar à 255 km : Le Caylar, La Couvertoirade, Vissec, Cirque de Navacelles, Bédarieux, Lunas +  Aire de service du Caylar (dans les deux sens)
  -  Limitation à 90 km/h
  -  Descente à 7,5% sur 6,5 km à partir du km 259
- 50 Saint-Félix-de-l'Héras à 259 km : Saint-Félix-de-l'Héras, Les Rives (demi-échangeur)
  -  Tunnel du Pas de l'Escalette (725 mètres)
  -  Aire de repos du Belvédère de la Lerque (sens  Clermont-Béziers)
  -  Limitation à 90 km/h
- 51 Pégairolles-de-l'Escalette à 266 km : Pégairolles-de-l'Escalette
  -  Limitation à 110 km/h
- 52 Lodève-nord à 271 km : Lodève, Soubès, Le Vigan, Ganges, Cirque de Navacelles, Tunnel de la Vierge
  -  Tunnel du Rocher de la Vierge (470 mètres)
  -  Limitation à 130 km/h
- 53 Lodève - sud à 275 km : Lunas, Lodève, Bédarieux, Le-Bousquet-sur-Orb, Lamalou-les-Bains (demi-échangeur)
  -  Limitation à 110 km/h
- 54 Mas Lavayre à 280 km : Saint-Jean-de-la-Blaquière, Le Bosc, Lac du Salagou (trois-quarts échangeur)
  -  Limitation à 130 km/h
- 55 Saint-Fréchoux à 282 km : Lac du Salagou (demi-échangeur)
- 56 Salelles-du-Bosc à 284 km : Salelles-du-Bosc, Saint-Jean-de-la-Blaquière
- Échangeur entre A75 et A750 (Bifurcation de Ceyras) à km : Montpellier, Saint-Guilhem-le-Désert, Gignac, Saint-André-de-Sangonis
- 57 Clermont-l'Hérault à 298 km : Bédarieux, Canet, Nébian, Clermont-l'Hérault, Lac du Salagou
  -  Aire de repos de Paulhan (dans les deux sens) (km 298)
- 58 Paulhan à 299 km : Lézignan-la-Cèbe, Paulhan, Adissan
- 59 La Grange des Prés à 304 km : Sète, Mèze, Montagnac, Lézignan-la-Cèbe, Pézenas - nord
  -  Limitation à 110 km/h
- 59.1 Pézenas - centre à 307 km : Pézenas, Castelnau de Guers
- 60 Conas à 309 km : Nézignan l'Eveque, Vias, Agde, Marseillan
- 61 Pézenas - sud à 310 km : Roujan, Pézenas
  -  Aire de service de Valros (dans les deux sens)
- 62 La Bégude de Jordy à 318 km : Servian
  -  Limitation à 130 km/h
- 63 Béziers - nord à 324 km : Castres, Mazamet, Béziers, Narbonne (demi-échangeur)

Section concédée à ASF et payante (sauf la sortie 64).
- 64 Béziers - centre à 326 km : Valras-Plage, Béziers
  -  Limitation à 110 km/h
  -  Limitation à 90 km/h
- Péage de Béziers-Cabrials (km 327)
  -   2 × 3 voies et limitation à 90 km/h (voie de gauche vers Montpellier et 2 voies de droite vers Narbonne)
  -  Limitation à 70 km/h
  -  Fin de l'autoroute
- Échangeur entre A75 et A9 à 328 km : Montpellier, Sète, Lyon, Narbonne, Barcelone, Toulouse (A61)

### Lieux sensibles
La liste ci-dessous répertorie les lieux à embouteillages fréquents et les pentes dangereuses :
- km 0 à 7 : contournement de Clermont-Ferrand (110 km/h) – bouchons fréquents en période de sortie de bureau dès la fin de l'A71 (60 000 à 80 000 véhicules par jour, voire 100 000 les jours de grands départs, sur la section concédée à APRR).
- km 24 à 35 : entre les sorties 8 et 11, virages sinueux de Coudes (Issoire) (90 km/h avec un radar automatique)
- km 90 : col de la Fageole — endroit à brouillard et à congères, absence de bande d'arrêt d'urgence alors que l'on roule à une altitude de 1 100 m. Pente d'accès à Saint-Flour, souvent bloquée par de la neige en hiver.
- km 175 : montée/descente du col de la Fagette à Banassac (90 km/h)
- km 268 : montée/descente de l'Escalette, au sud du tunnel du Pas de l'Escalette réduction à (110 km/h) puis à (70 km/h) dans le sens Clermont/Béziers la traversée du tunnel du Pas de l'Escalette se fait à 80 km/h dans les 2 sens – voies pour véhicules lents (dans les deux sens) et voies d'échappements pour les PL et VL en manque de freins (dans le sens Clermont Béziers).
- km 330 : péage de Béziers-Cabrials (risque de bouchons éventuels).

## Antennes

### Vraies antennes
L'autoroute A75 ne comporte qu'une seule vraie antenne autoroutière, l'autoroute A750 destinée à la prolonger vers la métropole et la ville de Montpellier.

#### A750
Le résumé du parcours inclut également les sorties situées sur la RN 109, prolongement de l'A750 également en 2 × 2 voies en direction de Montpellier :
- Échangeur entre A75 et A750 (Bifurcation de Ceyras)
- 12 Saint-Félix : Saint-Félix-de-Lodez, Saint-Saturnin-de-Lucian, Montpeyroux (Hérault), Ceyras
- 11 Saint-André La Garrigue : Saint-André-de-Sangonis-(La Garrigue), Gignac (Hérault)-Font d'Encauvi
- 10 Gignac-Sud : Gignac-ouest, Canet (Hérault), Saint-Martin-de-Londres
- 9 Saint-Jean-d'Aumière : Gignac-est, La Boissière, Aniane, Saint-Guilhem-le-Désert
- 8 Saint-Paul : Montarnaud, Saint-Paul-et-Valmalle, Cournonterral, Murviel-lès-Montpellier, Argelliers
- 7 Bel-Air : Grabels, Saint-Georges-d'Orques, Vailhauquès, Pignan
- Fin de l'autoroute et passage sur la RN 109  (2 × 2 voies, limitation à 110 km/h)
- 6 Juvignac : Juvignac
- 5 Juvignac-La Plaine : Juvignac
- 4 A709 : A9 Nîmes, Saint-Jean-de-Védas, Lavérune
- Séparation en deux branches sur l'Avenue de la Liberté (voie rapide dans Montpellier Intra-muros) : l'une vers Alès/Montpellier-Mosson (donnant accès à la Liaison intercantonale d'évitement nord (LIEN), périphérique nord de Montpellier) et l'autre vers Montpellier-Centre/Sud avec possibilité de rejoindre la sortie n°30 de l'A709.

### Fausses antennes
Il existe néanmoins des fausses antennes (des antennes sous des voies express)

#### Voie express entrePézenasetMarseillan-plage
- Début de
- A75 A75 vers Paris (Quart-échangeur)
  -  Mise à 2 × 1voies, Vitesse limitée à 90 km/h
- Nézignan-l'Évêque Nord Nézignan-l'Évêque-Nord
- Nézignan-l'Évêque Sud Nézignan-l'Évêque-Sud, Saint-Thibéry-Nord (Demi-Échangeur)
- Saint-Thibéry Saint-Thibéry-Centre
- D13E15 Future sortie vers Saint-Thibéry-Sud
- A9 Future sortie vers Bessan-Nord, et A9
  - Devient A
  -  Mise à 2 × 2 voies, Limitation de vitesse à 110 km/h
- Bessan Bessan-Centre
  -  Mise à 2 × 1 voies, Limitation de vitesse à 90 km/h
- D137 Bessan-Sud
- Entré D612A Bretelle d'entrée depuis Vias-Est
- D612 Vias, Béziers
  - Devient
- La Tamarissière-plage Agde-Ouest
- Le grau d'Agde Agde-Sud
  -  Mise à 2 × 2 voies, Limitation de vitesse à 110 km/h
- Cap d'Agde Cap d'Agde
- D912 Agde-Est
- Fin de

## Ouvrages d'art

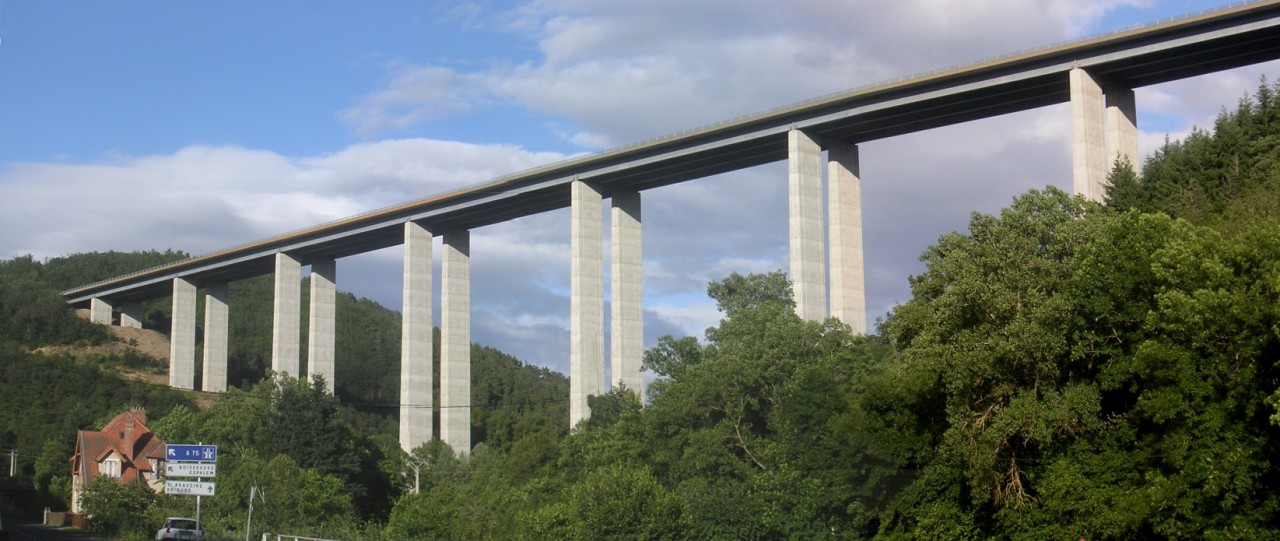
Viaduc de la Violette

Nombre de ponts et de viaducs ont dû être construits de façon qu'ils soient intégrés dans un milieu paysager « remarquable ».
- Viaduc de Millau (2004)
- Péage du Viaduc de Millau (2004)
- Viaduc de la Violette
- Pont de l'Alagnonnette (1991)
- Pont sur la Truyère à Garabit (1993)
- Viaduc de la Crueize
- Pont d'Antrenas (1994)
- Viaduc de Piou (1995)
- Viaduc de Rioulong (1995)
- Pont du Truc de la Fare (1993)
- Viaduc de la Planchette (1994)
- Tunnel de Montjézieu (1996)
- Pont sur l'A75 à La Mothe (pont à béquille) (1992)
- Pont sur le Lot
- Viaduc de Verrières (2002)
- Viaduc de la Garrigue (2001)
- Tunnel du Pas de l'Escalette (1994)
- Viaduc de Brèze
- Viaduc de Fozières
- Tunnel de la Vierge (2005)

## Croisements autoroutiers
L'autoroute A75 contient peu d'échangeurs autoroutiers (aucun après Clermont-Ferrand et avant Clermont-l'Hérault) :
- vers l'A71 (Paris, Montluçon, Vichy) et l'A89 Ouest (Bordeaux, Limoges) ;
- vers A711 : A89 (Lyon, Thiers) ;
- vers A750 (Montpellier) à la bifurcation de Ceyras ;
- vers A9 (Béziers, Narbonne, Perpignan, Toulouse, Barcelone).

## Sites remarquables
La liste suivante répertorie les villes et sites remarquables aux abords de l'autoroute :
- Clermont-Ferrand
- Montpeyroux, classé parmi Les Plus Beaux Villages de France (sortie 7)
- Issoire (sorties 11 à 14)
- Col de la Fageole
- Saint-Flour
- Pont autoroutier de Garabit
- Saint-Chély-d'Apcher
- Col des Issartets, à 1 121 m d'altitude, c'est le plus haut col autoroutier de France, et parmi les plus hauts d'Europe
- Marvejols
- Sévérac-le-Château
- Gorges du Tarn
- Micropolis, la cité des insectes
- Millau (sorties 45 et 47)
- Viaduc de Millau
- Le Larzac
- Pas de l'Escalette (sortie 50 : Saint-Félix-de-l'Héras et belvédère)
- Lodève (sorties 52 et 53)
- Pézenas (sorties 59 et 60)
- Béziers